# Элимаида
Элимаида (др.-греч. Έλυμαΐς) — античная страна, область в Сузиане на границе с Персией (в Ветхом Завете вся Сузиана называется Элим). Согласно Страбону, была населена могущественным и воинственным, но вместе с тем разбойническим народом элимеями, которые были отличными стрелками из лука (Liv. 37, 40; Strab. 16, 744 сл.).

## История
Во II веке до н. э. на юго-западе современного Ирана возникло независимое или полунезависимое государство Элимаида, включавшее часть территории древнего Элама, а также, на северо-западе, области Мидии. Около 221 года н. э. царство Элимаида было завоёвано основателем государства Сасанидов Ардаширом I.
Имеется предположение, что Элимаида являлась продолжением эламских государственных традиций, или же другого царства Эллипи. Оно располагалось в VIII—VII веках до н. э. несколько севернее и, возможно, уже тогда имело ираноязычное население.
Практически ничего не известно о языке элимейцев, хотя и предполагается его родство с эламским языком. При этом, хотя в Элимаиде и был найден ряд арамейских монет и надписей, нет никаких доказательств того, что арамейский был здесь разговорным языком. В Ахеменидской державе, куда входил древний Элам, государственными языками, помимо персидского, были также аккадский, эламский и арамейский (язык канцелярии и торговли).
Примерно со 147 года до н. э. в Элимаиде правила местная династия, основанная Камнаскиром I. По мнению В. Хинца, это имя происходит от эламского слова kabniškir, означающее «казначей», поскольку в период правления Ахеменидов в Сузах хранилась царская казна.
Царство Элимаида просуществовало до вторжения Сасанидов в начале III века нашей эры.

## Правители Элимаиды
- Гикнапс (ок. 162—161 гг. до н. э.)[6]

### Камнаскириды
- Камнаскир I Мегас Сотер (147—145 гг. до н. э.), в 147 г. до н. э. захватил Сузы[7]
- Камнаскир II Никефор (145—139 гг. до н. э.)
- Окконапс (ок. 139/8 г. до н. э.)
- Тиграй (ок. 138/7 — ок. 133/2 гг. до н. э.)
- Дарий (до 129 г. до н. э.)
- Камнаскир III Мегас Никефор (85 г. до н. э.)
- Камнаскир IV (82/1—76/5 гг. до н. э.) вместе с царицей Анзазе
- Камнаскир V[8] (73/2—46 гг. до н. э.)
- Камнаскир VI[9] (46—28 гг. до н. э.)
- Камнаскир VII[10] (28 г. до н. э. — 1 г. н. э.)
- Камнаскир VIII[11] (1—15 гг.)
- Камнаскир IX[12] (15—25 гг.)

### Аршакиды
- Ород I (25—50 гг.)
- Ород II (50—70 гг.) сын Орода I
- Фраат[13] (70—90 гг.) сын Орода (I или II)
- Ород III[14] (90—100 гг.) сын Орода II
- Камнаскир-Ород[15] (100—120 гг.) сын Орода II
- Ариобарзан (125 г.)
- Хосрой (Ороз) (125—130 гг.)
- Неизвестный царь I (130—140 гг.)
- Ород IV[16] и Ульфан (140—160 гг.)
- Абарбаси[17] (160—170 гг.)
- Ород V[18] (170—180 гг.) сын Beldusa
- Вологез IV[19] (180—190 гг.)
- Неизвестный царь II[20] (190—210 гг.)
- Неизвестный царь III[21] (210—220 гг.)
- Ород VI[22] Нируфар[23] (ок. 220—221 гг.)[1]